# 小叶铃子香
小叶铃子香（学名：Chelonopsis giraldii）为唇形科铃子香属下的一个种。

## 扩展阅读
- 維基物種上的相關：小叶铃子香